# الهروب (فلم)
الهروب هو فيلم دراما وجريمة مصري صدر سنة 1991، من إخراج عاطف الطيب، وتأليف مصطفى محرم، وإنتاج مدحت الشريف، ومن بطولة أحمد زكي، وهالة صدقي، وعبد العزيز مخيون، ومحمد وفيق، وأبو بكر عزت، وحسن حسني، وليلى شعير، وعبد الله مشرف. تدور الأحداث حول منتصر الذي وبعد خروجه من السجن ينتقم ممن تسببوا في تدمير حياته، فيصبح هاربًا مطاردًا من قبل الشرطة.
يُصنف فيلم الهروب كأحد أيقونات السينما المصرية في التسعينيات، وهو مُقتبس عن الرواية العالمية الكونت دي مونت كريستو، للكاتب ألكسندر دوماس، والتي تم تقديمها في الفن المصري والعالمي بأكثر من صياغة وحبكة درامية.

## القصة
يتناول الفيلم ثلاث شخصيات إجرامية تحاصر الشاب الصعيدي منتصر ابن قرية الحاجر بمركز ساقلتة بمحافظة سوهاج لتحوله إلى سفاح، الأول مدحت زميله سابقا في الجيش ومدير مكتب تسفير العمال للخليج بتأشيرات مزورة الذي يلحق منتصر بالعمل عنده ويدفعه للحصول على أموال من العمال ويقبل منتصر مكرها، الا انه توسط ليحصل على عقود وتأشيرات لأبناء بلدته فيجمع منهم المال فيكتشف أن العقود والتأشيرات الممنوحة هي أيضا مزورة فيصر على جعلها قانونية ففشل مدحت في اقناعه فيتخلص مدحت من منتصر بعد أن يدس له قطعة من الحشيش ويبلغ عنه البوليس ليحاكم ويدخل السجن، وعندما يخرج يقتل مدحت ليواجه الشخصية الثانية نجوان التي كان يعرفها مدحت ويتعامل معها كداعرة لتضيف لمكتبه عمولة وكانت زينب زوجة منتصر (بالعقد فقط) تعمل معه في مكتب مدحت ونجوان أغوت زينب لتلحقها بالدعارة في تركيا لحسابها بعد حبس منتصر، وجدها منتصر مديرة (ناظرة) لأحدى المدارس بعد زواجها من رجل ذو نفوذ وحاول منتصر إجبارها على إعادة زينب له أو منحه عنوانها بالقوة وعلى الرغم من رفض نجوان كونها من أفضل عميلاتها حيث لا تزال نجوان تعمل بالدعارة الا انه ينجح في انتزاع ظرف فيه عنوان زينب وعندما يطرق الباب تصرخ وتحاول الاستغاثة للامساك به لكنه يدفعها لترتطم رأسها بخشبة (الكنبة)الأريكة فتموت، ويتهم بقتلها فيواصل هروبه، والثالث صديقه القديم فريد الذي يصبح تاجر عملة وأحد المسؤولين عن تخريب اقتصاد البلد يتصل به منتصر حيث كان قد أودع لديه مبلغا من المال قبل دخوله السجن وعندما طالبه لم ينكر فريد ذلك، واخبره أن المبلغ موجود بارباحه وحددا موعد للقاء فوجده منتصر يلوح بالمال إلا أنه يكتشف ان فريد قد ابلغ عنه البوليس، فيهدد رجال الشرطة بقتله ويسحبه معه إلى الترام الذي كان بابه مغلقا والمال بيد فريد ولما ينجح منتصر بالدخول قى المترو ويبقى ماسكا بيد فريد محاولا سحبه لادخاله الترام والباب يكاد ينغلق ولم يتمكن هذه المرة من الباب فيلقى فريد حتفه تحت عجلات المترو!! ، يتولى ضابط الشرطة سالم ابن بلدة منتصر مطاردته، ولكن تتأزم الأمور إلى حد لم يتخيله أحد لتغير حياتهم إلى الأبد. فبعد أن يطلب الضابط عدم التعرض لمنتصر حتى يقبض عليه حيا دون قتله، يلقي سالم القبض على أخ ووالدة منتصر مما يضطر الأخير من تسليم نفسه (إلا أن المسؤولين بلغوا وسائل الاعلام بالقبض عليه) ويتدخل فؤاد الشرنوبي ضابط شرطة تلقى تدريبا في أمريكا بالاقتراح على المسؤولين بالسماح للصحف بنشر القاء القبض عليه لينشغل الناس عن إحدى القضايا الي تشغل الناس والقضايا المستجدة التي تتكرر بين الحين والآخر إلا أن منتصر يهرب من المحكمة أمام الجميع لحضور جنازة والدته وحضر رجال الشرطة مراسم الدفن آملين القبض عليه إلا أنه يختفي لكنهم قبضوا عليه فيما بعد ومجددا يتدخل فؤاد الشرنوبي ليسهل له الهرب لقضية جديدة ظهرت ولا يجد منتصر سوى مسكن الراقصة صباح كمأوى له التي كان قد عرفها بعد مقتل مدحت مباشرة حيث قضى معها ليلة بعد انتهاء عرس قناوي ابن بلدته فقد رقصت في عرسه ثم قامت بمتابعة قضيته بالجرائد وتحضر جلساته في المحكمة فتنمو قصة حب مؤقتة بينهما ويكلف فؤاد الشرنوبي أناسا بمرافقته ولكنه يهرب لكن المسؤولية يتحملها فيطلب منه فؤاد الشرنوبي بالإمساك به والا يتحول سالم للتحقيق اما سالم فيحاول اقناعه بالتسليم لكنه يرفض حتى يعود من تركيا قاتلا زوجته منتقما منها فيحاول سالم استخدام السلم لآخر لحظة فيرفض رؤساءه في العمل (الذين يمثلهم فؤاد الشرنوبي) ذلك الأسلوب فيقوم فؤاد بمتابعتهم. يحاول منتصر الهروب من سالم من شقة الراقصة صباح فيلقى فؤاد وافراد شرطة بباب العمارة ولما يطلب منهم سالم التنحي يمطروهم بالرصاص فيحتضن سالم منتصر ويموتان معاً. منتصر ورث من والده حب الصقور فكان الفيلم يحوي على أكثر من مرة لقطة تحليق الصقر التي قدمت في نهاية الفيلم وقدمت أيضا خلاله للدلالة على أن الصقر يلحق صاحبه وفاءً.

## طاقم التمثيل
- أحمد زكي بدور منتصر عبد الغفار
- هالة صدقي بدور صباح
- عبد العزيز مخيون بدور الرائد سالم زيدان
- محمد وفيق بدور العقيد فؤاد الشرنوبي
- أبو بكر عزت بدور اللواء إسماعيل
- حسن حسني بدور مساعد الوزير
- ليلى شعير بدور نجوان
- عبد الله مشرف بدور عمران
- سمير وحيد بدور فريد عزت
- يوسف فوزي بدور مدحت
- زوزو نبيل بدور الخالة سكينة
- نرمين كمال بدور عائشة عبد الغفار
- محمود البزاوي بدور عبد الله عبد الغفار
- عايدة فهمي بدور زينب
- بسام رجب بدور الضابط كمال
- محمد هنيدي بدور قناوي أبو إسماعيل
- صلاح عبد الله بدور الأستاذ مخزنجي المزور
- أحمد آدم بدور الصحفي عزيز
- مفيد عاشور بدور النقيب مجدي
- هانم محمد بدور أم زينب

## الوصف
يبدأ الفيلم بإيحاء فني بأن السلطة ليست دائمًا الشرطي الذي يطارد المجرم، بل أحيانًا تصبح هي المجرم الذي يحاول التهرب من عقاب الشرطة.
يُوصف فيلم الهروب بأنه الأكثر جرأة في تاريخ السينما المصرية، وربما كان هذا صحيحًا إلى حد كبير، لكن ليس الجرأة فقط هي سر هذا الفيلم، بل يوصف أيضا بأنه أول من انتقد العديد من السلبيات الاجتماعية والسياسية. ربما كان هذا صحيحًا أيضًا، حيث يناقش الفيلم قضايا الناس الملحة، لكن ليس السبق هو السر الوحيد لهذا الفيلم. قد تكون هناك أفلام سابقة أو أكثر جرأة، لكن لا شك أن الهروب هو الأكثر صدقًا.

## وصلات خارجية
- مقالات تستعمل روابط فنية بلا صلة مع ويكي بيانات